# Folkvid le Lögsögumad
Folkvid le Lögsögumad est le  Lögsögumad ou Lagman du Värmland dans le royaume de Suède pendant la seconde moitié du XIIe siècle. Il est le père de Håkon Galin, un earl dont le fils Knut Håkonsson sera brièvement prétendant au trône de Norvège,.
Folkvid est uniquement connu par les  Böglunga sögur, où il est mentionné pour avoir épousé Cécilia Sigurdsdatter, une fille illégitime du roi norvégien Sigurd Munn il s'agit d'une union forcée, arrangée par l'earl Erling Skakke. Cecilia accueille le prétendant Sverre, très favorablement en 1177  et son mariage est annulé par l'archevêque de Nidaros à la demande du demi-frère de Cecilia le roi Sverre de Norvège en 1184 après que Cecilia ait quitté son époux en emmenant leur fils, pour suivre un compagnon de Sverre, Bård Guttormsson de Rein. Plusieurs historiens suédois mettent en doute le caractère historique de l'existence de Folkvid, probablement parce qu'il n'apparaît dans aucune source suédoise contemporaine.